# 皮卡丘病毒
皮卡丘病毒（英語：Pikachu virus），有时被称为宝可梦病毒（英語：Poké Virus），是一种计算机病毒，被认为是第一种针对儿童的计算机病毒，因为它包含了宝可梦系列中的皮卡丘。它于2000年6月28日发布，并以一封名为“皮卡丘宝可梦”（Pikachu Pokemon）（原文如此）的电子邮件的形式发送，邮件正文包含文本“皮卡丘是你的朋友”（Pikachu is your friend）。打开附加的可执行文件时，用户会看到皮卡丘的图像，并显示下列消息：“在全世界数百万人之间，我找到了你。每次都别忘了记住这一天，我的朋友。”（Between millions of people around the world I found you. Don’t forget to remember this day every time MY FRIEND.）
该病毒本身作为名为“PikachuPokemon.exe”的文件出现在电子邮件的附件中。
尽管皮卡丘病毒被认为没有那么危险，传播速度也慢得多，但它经常被比作ILOVEYOU蠕虫。

## 传播
该病毒主要通过Microsoft Outlook电子邮件附件传播。包含病毒附件的电子邮件通过受感染用户传播给用户Outlook通讯簿中的所有联系人。

## 执行
当用户点击附件时，PikachuPokemon.exe会将“del C:\WINDOWS”和“del C:\WINDOWS\system32”添加到一个名为“autoexec.bat”的文件。这些命令将在下次启动时执行，试图删除Windows操作系统的两个关键目录。但是，用户将收到一个提示，询问他们是否要删除这些文件夹，因为作者没有将添加的这两行编写为“del C:\WINDOWS\*.* /y”与“del C:\WINDOWS\SYSTEM\*.* /y”（/y开关会自动选择确认选项）。这种缺陷是皮卡丘病毒没有对计算机系统造成更多损害的原因。

## 延伸阅读
- Staff writer. . Chicago Tribune. Reuters. 2000-08-28  [2012-03-03]. （原始内容存档于2013-01-31）.